# بيت بن عتيق (يهر)

تعديل مصدري - تعديل

بيت بن عتيق هي إحدى قرى عزلة يهر بمديرية يهر التابعة لمحافظة لحج، بلغ تعداد سكانها 312 نسمة حسب تعداد اليمن لعام 2004.